# 吞盘乡
吞盘乡，是中华人民共和国广西壮族自治区百色市靖西市下辖的一个乡镇级行政单位。

## 行政区划
吞盘乡下辖以下地区：
四定村、念录村、吞盘村、必祥村、吞甲村、渠怀村、孟麻村、弄乃村和灵光村。